# Rodrigo Possebon
Rodrigo Pereira Possebon (Sapucaia do Sul, 13. veljače 1989.) je brazilski-talijanski nogometaš koji trenutačno igra u Bahreinu za Riffu.

## Karijera
Possebon je nogometnu karijeru započeo u Internacionalu, gdje ga je zamijetio Manchesterov skaut, dok je pratio braću blizance Fabija i Rafaela. Za United je potpisao u siječnju 2008., a jer mu je otac Talijan, posjeduje i talijansku putovnicu, te mu nije bila potreba radna dozvola. Svoj prvi službeni nastup za Crvene vragove imao je 17. kolovoza, kada je u utakmici protiv Newcastle Uniteda ušao kao zamjena za Ryana Giggsa. 
Dana 23. rujna u utakmici Liga kupa ozljeđen je u duelu s Emanuelom Pogatetzom. Iako se u početku sumnjalo da je ozljeda teže naravi, Manchester je to opovrgnuo, te je Possebon ponovno zaigrao nakon mjesec dana, u utakmici rezervnih momčadi. U FA kupu je debitirao 15. veljače 2009. u utakmici petog kola protiv Derby Countyja, kada je u igru ušao umjesto Cristiana Ronalda. 

## Statistika
| Klub              | Sezona            | Liga  | Liga | Kup   | Kup  | Liga kup | Liga kup | Europa | Europa | Ostalo | Ostalo | Ukupno | Ukupno |
| Klub              | Sezona            | Nast. | Gol. | Nast. | Gol. | Nast.    | Gol.     | Nast.  | Gol.   | Nast.  | Gol.   | Nast.  | Gol.   |
| ----------------- | ----------------- | ----- | ---- | ----- | ---- | -------- | -------- | ------ | ------ | ------ | ------ | ------ | ------ |
| Manchester United | 2008./09.         | 2     | 0    | 2     | 0    | 3        | 0        | 0      | 0      | 0      | 0      | 7      | 0      |
| Manchester United | Ukupno            | 2     | 0    | 2     | 0    | 3        | 0        | 0      | 0      | 0      | 0      | 7      | 0      |
| Ukupno u karijeri | Ukupno u karijeri | 2     | 0    | 2     | 0    | 3        | 0        | 0      | 0      | 0      | 0      | 7      | 0      |

Ažurirano 18. veljače 2009.

## Naslovi
- FA Premier Liga
  - Pobjednik (1): 2008./09.

- FA Community Shield
  - Pobjednik (1): 2008.

- UEFA Superkup
  - Finalist (1): 2008.

## Vanjske poveznice
- Profil na ManUtd.com (engl.)